# Cot Bak Muntuy
Cot Bak Muntuy är en kulle i Indonesien.   Den ligger i provinsen Aceh, i den västra delen av landet, 1 800 km nordväst om huvudstaden Jakarta. Toppen på Cot Bak Muntuy är 171 meter över havet.
Terrängen runt Cot Bak Muntuy är kuperad österut, men västerut är den platt.Runt Cot Bak Muntuy är det tätbefolkat, med 257 invånare per kvadratkilometer. Närmaste större samhälle är Banda Aceh, 13,2 km väster om Cot Bak Muntuy. Omgivningarna runt Cot Bak Muntuy är en mosaik av jordbruksmark och naturlig växtlighet.